# Partia Postępu Australii
Partia Postępu Australii (ang. Advance Australia Party, AAP), pierwotnie znana jako  Partia Pracy Rexa Connora, jest niewielką partią polityczną w Australii, założoną w celu stworzenia alternatywy dla wyborców rozczarowanych z wolnego rynku. Została zarejestrowana 14 lipca 1989 roku, ale została wyrejestrowana przez Australijską Komisję Wyborczą (AEC) 5 grudnia 2005 roku z powodu niewystawienia ani niepoparcia żadnego kandydata w ciągu wcześniejszych czterech lat.